# Smart Roadster
Smart Roadster – samochód sportowy klasy miejskiej produkowany pod niemiecką marką Smart w latach 2002 – 2005.

## Historia i opis modelu

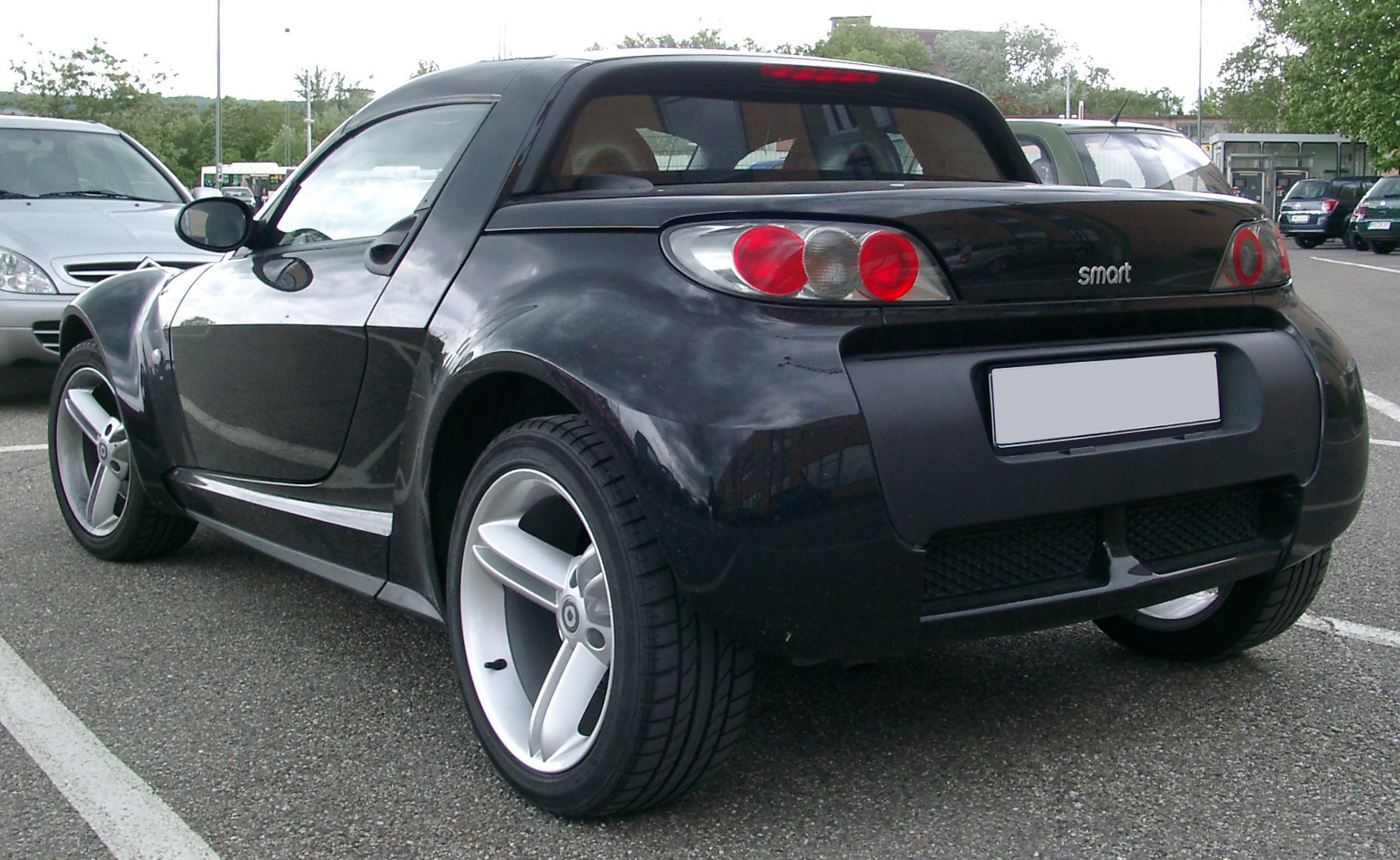
Smart Roadster - tył

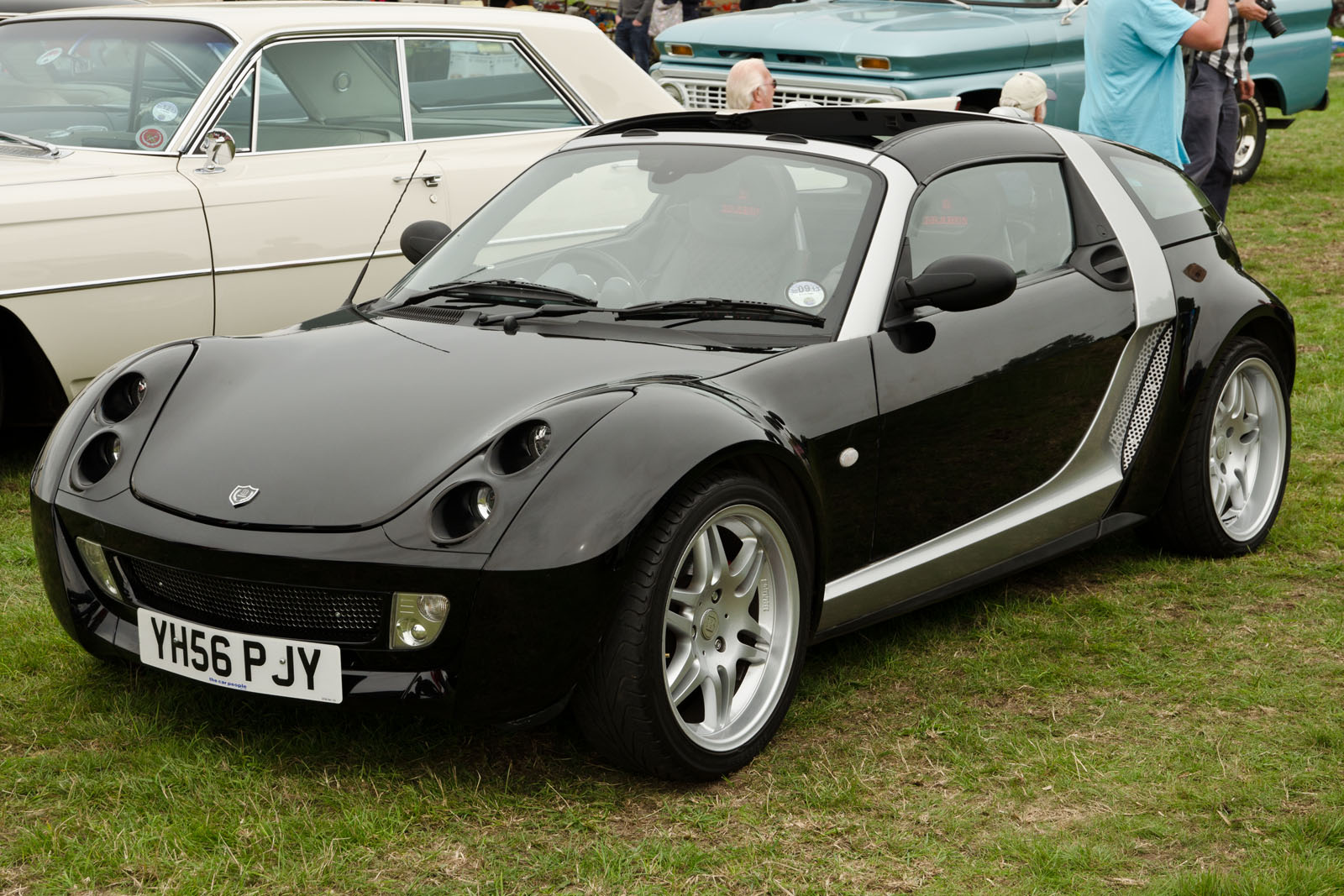
Smart Roadster Coupe Brabus

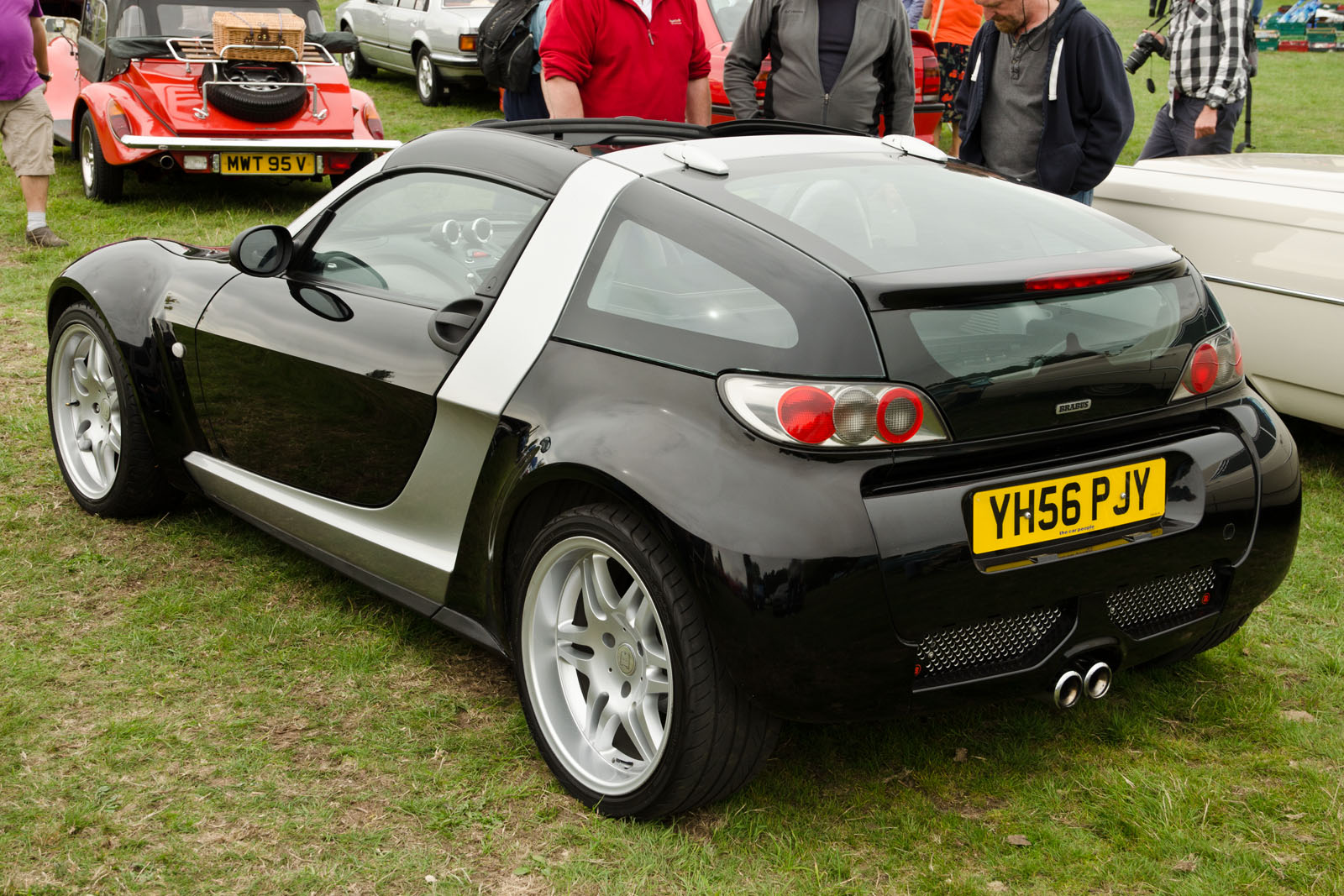
Smart Roadster Coupe Brabus - tył

Studium pierwszego i zarazem jedynego lekkiego samochodu sportowego w historii niemieckiej firmy był prototyp Smart Roadster Concept zaprezentowany podczas targów motoryzacyjnych we Frankfurcie nad Menem we wrześniu 1999 roku. W obszernym zakresie zwiastował on stylistykę planowanego produkcyjnego pojazdu, który zadebiutował ostatecznie trzy lata później, we wrześniu 2002 roku. Drugi model Smarta w historii firmy zachował typowe cechy wizualne znane już z modelu Forfour, na czele z trójbarwnym nadwoziem tworzonym przez czarne oraz aluminiowe panele okalające drzwi. 
Typowe dla Smartów pozostała konstrukcja Roadstera, która oparta została na klatce, do której przymocowano panele z tworzywa sztucznego. Producent umożliwiał zastosowanie stałego lub składanego dachu, a ponadto przewidział także dwie odmiany nadwoziowe - trójbryłowego roadstera lub dwubryłowe, bardziej smukle zarysowane coupe z charakterystycznie przeszkloną tylną częścią nadwozia oraz obszerniejszym bagażnikiem. Niezależnie od wariantu nadwozia, Smart Roadster posiadał także niewielki, przedni bagażnik o pojemności 51 litrów.
Z mikrosamochodem Fortwo model Roadster współdzielił także płytę podłogową, która została wydłużona, a także układ napędowy. Był to trzycylindrowy, turbodoładowany silnik benzynowy o mocy 0,7 litra, który dostępny był w dwóch wariantach mocy: 61 lub 82 KM. Oba z nich dostępne były z sześciostopniową, zautomatyzowaną skrzynią biegów.

### Roadster Brabus
Podobnie jak w przypadku innych produktów Smarta, także i dla modelu Roadster zaangażowano niemieckiego tunera Brabus. Ten pierwotnie skonstruował prototyp Roadstera z silnikiem 1.4 V6, który to został zbudowany z dwóch połączonych ze sobą silników 0,7 R3. Ostatecznie do sprzedaży trafiła jedynie nieznacznie zmodyfikowana technicznie odmiana wykorzystująca podstawowy silnik, którego moc zwiększono do 101 KM i 130 Nm maksymalnego momentu obrotowego.

### Sprzedaż
Smart Roadster trafił do sprzedaży w 2003 roku, z głównym rynkiem zbytu w postaci Europy Zachodniej. Przez kolejne 4 lata nabywców znalazło ok. 43 tysiące egzemplarzy niewielkiego sportowego samochodu, odzwierciedlając relatywnie dużą popularność niszowego i nietypowego pojazdu niemieckiej firmy. Ówczesny koncern DaimlerChrysler krytycznie zweryfikował jednak perspektywy dalszej produkcji Roadstera po jedynie 3 latach obecności rynkowej z powodu zbyt wysokich kosztów napraw gwarancyjnych. Związane były one z dotyczącymi do 10 tysięcy egzemplarzy problemami z nieszczelnością na zewnętrzną wilgoć, przez co firma traciła średnio ok. 3150 dolarów na każdym ze sprzedanych egzemplarzy niezależnie od występowania wady. Ostatecznie, produkcja Smarta Roadster zakończyła się w listopadzie 2005 roku. Projekt niewielkiego samochodu sportowego miał zostać odkupiony przez brytyjską firmę AC Cars i przywrócony do produkcji w 2007 roku, jednak z powodu kłopotów finansowych nie doszło do realizacji tych planów.

### Dane techniczne

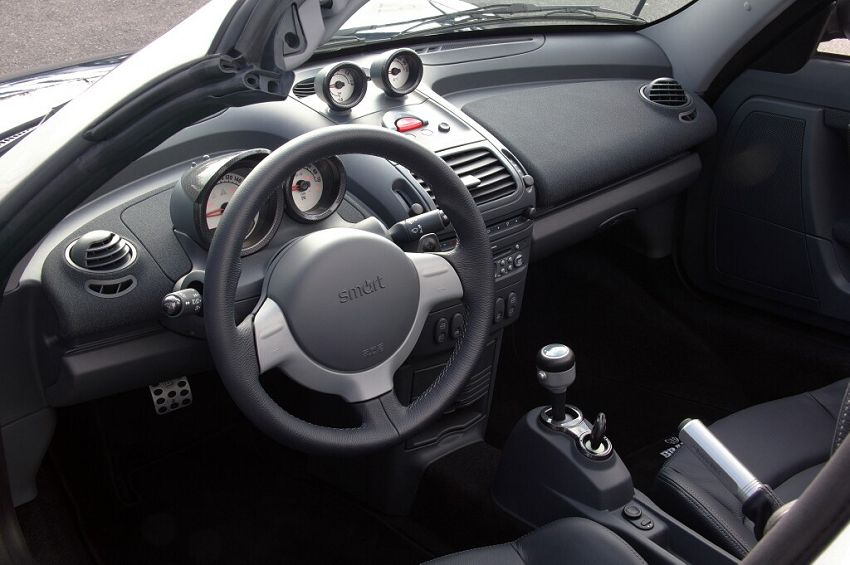
Smart Roadster - kokpit

| Wersja              | Roadster (61) | Roadster (82) | Roadster Coupé | Roadster BRABUS | Roadster Coupé BRABUS |
| Pojemność skokowa   | 698 cm³       | 698 cm³       | 698 cm³        | 698 cm³         | 698 cm³               |
| Moc maksymalna      | 61 KM         | 82 KM         | 82 KM          | 101 KM          | 101 KM                |
| Moment obrotowy     | 95 Nm         | 110 Nm        | 110 Nm         | 130 Nm          | 130 Nm                |
| Napęd               | tylny         | tylny         | tylny          | tylny           | tylny                 |
| Przysp. 0-100 km/h  | 15,5 s        | 10,9 s        | 10,9 s         | 9,8 s           | 9,8 s                 |
| Prędkość maksymalna | 160 km/h      | 175 km/h      | 180 km/h       | 190 km/h        | 195 km/h              |
| Zużycie paliwa      | 4,9 l         | 5,1 l         | 5,1 l          | 5,2 l           | 5,2 l                 |